# Cratoptera atina
Cratoptera atina là một loài bướm đêm trong họ Geometridae.